# Synagoge (Višegrad)

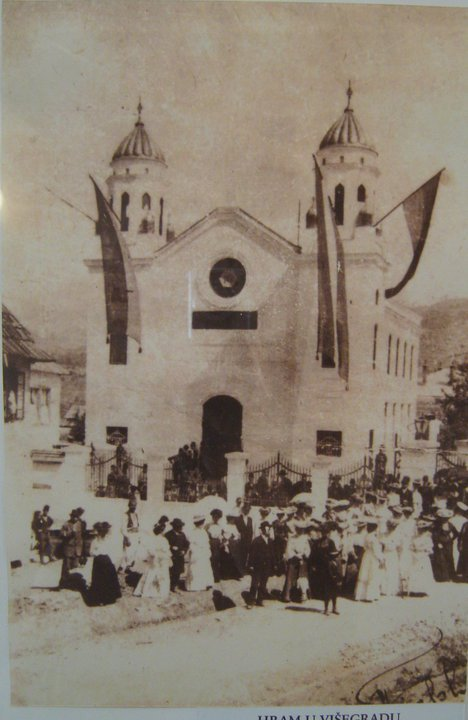
Einweihung der Synagoge in Višegrad im Jahr 1905

Die Synagoge in Višegrad im Osten von Bosnien und Herzegowina wurde 1904/05 errichtet. Sie wurde nach Plänen des Architekten Kuning erbaut.
Mit dem Bau der Drinabrücke entwickelte sich Višegrad zu einem wichtigen Brückenkopf zwischen Serbien und Bosnien, was die Ansiedlung von jüdischen Kaufleuten begünstigte und zur Entwicklung einer eigenen Gemeinde führte. Daher wird die jüdische Bevölkerung der Stadt auch mehrfach in Ivo Andrić' historischem Roman Die Brücke über die Drina (1945) thematisiert, der die Geschichte von Brücke und Stadt nachzeichnet. Diese erhielt eine eigene Synagoge, die aber am Anfang des 20. Jahrhunderts als altersschwach galt, weshalb man sich für einen Neubau entschied.
Das neue Gotteshaus ähnelte architektonisch stark einer Kirche, denn es besaß zwei Türme, die den Haupteingang flankierten, über dem sich zudem ein an eine Rosette erinnerndes Fenster mit Davidstern befand. Darüber ragte der Giebel auf, der durch ein Gesims mit den Türmen verbunden war. Die Türme wurden ähnlich wie bei der aschkenasischen Synagoge in Sarajevo von kleinen Kuppeln bekrönt, weshalb auch ihr Oberteil vieleckig gestaltet wurde. Große Fenster prägten diesen vieleckigen Oberbereich. Der Hauptraum besaß vier Fensterachsen. Wie bei den meisten sephardischen Synagogen entschied man sich auch in Višegrad für eine zweietagige Lösung, bei der Frauen und Männer getrennt beten konnten. Zum Haupteingang führte laut dem Plan von 1903 eine breite Freitreppe. Das Bauwerk ist heute nur noch in stark reduzierter Form erhalten. Die Hauptfront präsentiert sich ohne die Türme, deren Unterteil aber noch erkennbar ist, da sie aus der Fassade herausragen. Auch fehlen der Giebel samt Gesims sowie die Fenster an der Hauptfront. Auch die Höhe der Eingangstür wurde reduziert.
In Višegrad lebten im Jahr 1940 noch mindestens 110 Juden, da von den noch 1908 nachweisbaren 177 Juden zahlreiche nach Sarajevo und in andere Großstädte abwanderten. Mit der Gründung des faschistischen NDH-Staats verschlechterte sich deren Lage zusätzlich, und die deutschen Besatzer plünderten die Synagoge, verwandelten sie zunächst in einen Lagerraum und dann in einen Pferdestall. Sie übergaben die Stadt Italien und der Ustascha. Deportationen erfolgten allerdings zunächst nicht, so dass viele Bewohner in den benachbarten Sandžak zu den kommunistischen Partisanen fliehen konnten, darunter 110 Juden aus Višegrad. Wie viele dort blieben, ist nicht bekannt. Nach der Kapitulation Italiens wurde Višegrad im Oktober 1943 von Tschetniks überrannt und es kam zu Massakern an der muslimischen Bevölkerung. Als deutsche Einheiten die Stadt im Jahr 1944 erneut einnahmen, wurde die jüdische Bevölkerung in das KZ Bergen-Belsen deportiert. Während 56 jüdische Bewohner den Holocaust in Lagern bzw. bei den Partisanen überlebten, wurden 46 in Konzentrationslagern ermordet.
Nach dem Zweiten Weltkrieg wurde das Synagogengebäude zum Feuerwehrhaus umgebaut. Seit 2013 erinnert eine Gedenktafel an dem Gebäude an diese vorherige Nutzung.